# Mariana Crespo
Mariana Vieira Crespo (Lisboa, São Cristóvão e São Lourenço, 20 de janeiro de 1983) é uma psicóloga e deputada portuguesa. Atualmente representante do Pessoas-Animais-Natureza (PAN) na Assembleia Municipal de Setúbal. 
É cabeça de lista pelo Pessoas-Animais-Natureza (PAN) às Eleições Legislativas de 2025 à Assembleia da República, pelo círculo de Setúbal

## Biografia
Mariana Crespo nasceu em Lisboa, na freguesia de São Cristóvão e São Lourenço.
Licenciada em Psicologia pela Faculdade de Psicologia da Universidade de Lisboa, reúne pós-graduações em Intervenção Neuropsicológica: Avaliação e Reabilitação, pelo Instituto Português de Psicologia.
Mestre em Evolução e Biologia Humanas, pela Faculdade de Ciências e Tecnologia da Universidade de Coimbra, com investigação na área da evolução do comportamento humano e biologia do comportamento.
Doutoranda em Psicologia, pela Universidad Internacional Iberoamericana - UNINI México, com investigação subordinada ao tema da avaliação de atitudes em relação à educação inclusiva de professores portugueses do ensino básico e secundário.
Profissionalmente, exerce funções de psicóloga e formadora dedicada à intervenção clínica e educação inclusiva.
Com uma forte crença na importância da educação enquanto promotora da mudança social, tem colaborado com diversas organizações nacionais e internacionais que promovem a sensibilização para os direitos humanos, ambiente e animais.

## Percurso político
Ingressou no PAN em 2019, onde tem tido uma participação ativa dentro e fora do partido.
Foi candidata às Eleições Autárquicas de 2021, nas quais foi eleita deputada municipal à Assembleia Municipal de Setúbal.
Em 2024 foi candidata às Eleições Legislativas de 2024 à Assembleia da República pelo círculo de Setúbal, na altura, como 4.ª candidata.
Em 2025, foi convidada para concorrer às Eleições Legislativas de 2025 à Assembleia da República pelo círculo de Setúbal, como cabeça de lista.
Integra desde 2024 a Comissão Política Distrital de Setúbal do PAN.

## Resultados eleitorais

### Eleições legislativas
| Data | Partido     | Partido | Circulo eleitoral | Posição     | Cl. | Votos | % | +/- | Status     | Notas |
| ---- | ----------- | ------- | ----------------- | ----------- | --- | ----- | - | --- | ---------- | ----- |
| 2024 |             | PAN     | Setúbal           | 4.º (em 19) |     |       |   |     | Não eleita |       |
| 2025 | 1.º (em 19) | PAN     | Setúbal           |             |     |       |   |     |            |       |

### Eleições autárquicas

#### Assembleia Municipal
| Data | Partido | Partido | Concelho | Posição     | Cl. | Votos | % | Status | Notas |
| ---- | ------- | ------- | -------- | ----------- | --- | ----- | - | ------ | ----- |
| 2021 |         | PAN     | Setúbal  | 1.º (em 38) |     |       |   | Eleita |       |

1. ↑  «Eleições Legislativas 2024». legislativas2024.mai.gov.pt. Consultado em 12 de abril de 2025
2. ↑  «Mariana Crespo lidera lista do PAN com objectivo de voltar a eleger por Setúbal - O Setubalense». osetubalense.com. 2 de abril de 2025. Consultado em 12 de abril de 2025